# Jules Lauth
Jules Maximilien Lauth (Saverne, 7 septembre 1858 - Paris, 19 décembre 1943) est un militaire français, protagoniste de l'affaire Dreyfus.

## Biographie
Sa famille choisit la France et le jeune alsacien patriote entre à Saint Cyr. Il en sort dix-huitième sur 236 et est breveté de l'École de Guerre avec mention Très Bien. Officier de cavalerie, il sert en Afrique et y est blessé.
Capitaine breveté et parfait germanophone, Lauth sert à l'État Major de l'Armée de 1893 à 1897. Il y est principalement chargé de traduire les documents allemands pour le bureau de statistiques du colonel Jean Sandherr. C'est à ce titre qu'il est mêlé à l'Affaire Dreyfus. D'après Maurice Paléologue il était l'amant de Madame Henry et était le chef de son chef. Il est décrit par le diplomate comme « élégant d'allure, la mise très soignée, l'accueil distant, l'esprit ouvert et prompt » et serait, d'après lui, l'éminence grise de l'Affaire. Nous savons aujourd'hui que tel ne fut pas le cas mais qu'il fut bien, avec les hommes de la Section de statistique, de ce qu'on a appelé « la collusion » visant à préserver la condamnation de Dreyfus au prix de la protection d'Esterhazy. Il participa ainsi, avec le commandant Henry et Félix Gribelin et sous les ordres du général Gonse et du général de Boisdeffre, à alimenter le dossier contre Dreyfus et Picquart de pièces fausses ou dirigées dans le sens de l'accusation.
Il part en retraite en 1906 avec le grade de lieutenant colonel.
Auteur informé il publie une révision d'un ouvrage important, L'État militaire des principales puissances étrangères au printemps de 1894. Allemagne, Angleterre, Autriche-Hongrie, Belgique, Espagne, Italie, Russie, Suisse [par le général Rau] augmentée et mise à jour par lui.
De 1915 à 1918, il commande sur le front un régiment d'infanterie territoriale. Il meurt à Paris le 19 décembre 1943.

## Au cinéma
Dans le film J'accuse (2019) de Roman Polanski, son rôle est joué par Kevin Garnichat.